# Francisco Egydio
Francisco Egydio (São Paulo, 17 de janeiro de 1927 - São Paulo, 17 de outubro de 2007) foi um cantor brasileiro.

## Carreira
Francisco Egydio participou como calouro de vários programas de rádio na década de 1940. Entre 1946 a 1950, serviu na Polícia da Aeronáutica, alcançando o posto de cabo.
Em 1951, participou do concurso O Cantor dos Bairros, da Rádio Excelsior de São Paulo, obtendo o primeiro lugar e contrato de experiência por três meses na própria emissora. Nessa época, a Rádio Excelsior a integrar as Organizações Victor Costa e Francisco Egydio foi incluído em seu quadro artístico.
Sua primeira gravação como cantor ocorreu em 1953: um compacto com as canções "Rascunho Brasileiro" e "Sem Palavras" (versão do tango "Sin Palabras"). Gravou vários compactos antes do lançamento de seu primeiro álbum: o LP Polêmica, de 1956, trabalho conjunto com o cantor Roberto Paiva. O álbum reunia os sucessos da famosa briga entre Noel Rosa e Wilson Batista.
Com seu segundo álbum, Creio em Ti, ganhou os prêmios Roquette Pinto e Chico Viola de 1959.

## Discografia

### Álbuns de estúdio
| Ano  | Álbum                                                     | Gravadora   |
| ---- | --------------------------------------------------------- | ----------- |
| 1956 | Polêmica — Noel Rosa x Wilson Batista (com Roberto Paiva) | Odeon       |
| 1960 | Creio em Ti                                               | Odeon       |
| 1962 | Francisco Egydio Vive os Sucessos de Lupicínio Rodrigues  | Odeon       |
| 1963 | Francisco Egydio                                          | Odeon       |
| 1970 | Francisco Egydio                                          | Continental |
| 1977 | Chico Egydio                                              | Chantecler  |
| 1984 | Esperança                                                 | Lança       |

### Singles
| Ano  | Álbum                                     | Gravadora   |
| ---- | ----------------------------------------- | ----------- |
| 1953 | Rascunho Brasileiro/Sem Palavras          | Copacabana  |
| 1954 | Sombra e Água Fresca/A Diferença          | Copacabana  |
| 1954 | A Bahia te Espera/Operária                | Copacabana  |
| 1954 | Terra Bandeirante/São Paulo das Bandeiras | Copacabana  |
| 1954 | Espanhola Tentação/Nosso Amor Morreu      | Copacabana  |
| 1955 | Viva o Santos/A Voz do Morro              | Odeon       |
| 1955 | Pingo D'Água/Se Essa Nega Fosse Minha     | Odeon       |
| 1955 | Samba de Nego/Joquei Clube                | Odeon       |
| 1955 | Vera Cruz/Quem Será?                      | Odeon       |
| 1957 | Sorris/É Desconfiança                     | Odeon       |
| 1957 | Pedacinho por Pedacinho/Advinhão          | Odeon       |
| 1958 | Marcha do Corneteiro/Bamboleando          | Odeon       |
| 1958 | Coração de Fera/Até Parece Castigo        | Odeon       |
| 1958 | Cinco Letras/Greve de Amor                | Odeon       |
| 1959 | Noite Má/Por um Beijo de Amor             | Odeon       |
| 1959 | It's Only Make Believes/Emblema de Paris  | Odeon       |
| 1959 | I Believe/Cem por Cento Sincero           | Odeon       |
| 1960 | Senhora/Quando a Saudade Castiga          | Odeon       |
| 1960 | Leva-me Contigo/Eu Canto Amore            | Odeon       |
| 1960 | Periquito Bossa Nova/Palmeiras Campeão    | Odeon       |
| 1961 | Escondido/Bem Feito                       | Odeon       |
| 1962 | Canção do Sem Ninguém/Eu Sei              | Odeon       |
| 1962 | A Noite/Ausência                          | Odeon       |
| 1964 | Trevas/O Cabeleira                        | Odeon       |
| 1966 | S'imbora/Eu Vou Ferver                    | Odeon       |
| 1966 | O Fim/De Novo Contigo                     | Odeon       |
| 1966 | Capri É de Ti/O Amor Mais Puro            | Odeon       |
| 1969 | Foste Minha Um Verão/Ela Me Esqueceu      | Continental |
| 1972 | Oração Triste/Canção Azul                 | Continental |

## Prêmios e indicações

### Troféu Imprensa
| Ano  | Categoria     | Indicação        | Resultado |
| ---- | ------------- | ---------------- | --------- |
| 1960 | Melhor Cantor | Francisco Egydio | Venceu    |